# Syrop glukozowy

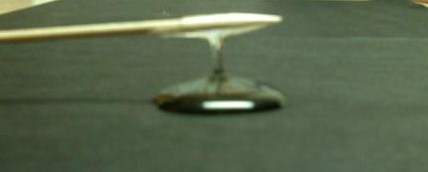
Syrop kukurydziany na ciemnym tle

Syropy glukozowe, glukoza cukiernicza to oczyszczone i zagęszczone wodne roztwory produktów hydrolizy (scukrzania) skrobi, zawierają oprócz glukozy, także maltozę i dekstryny. Jest to gęsta ciecz o płynnej konsystencji, mająca specyficzną słodycz. Dzięki obecności dekstryn skrobiowych nie ulega szybkiej krystalizacji. Jeśli środek spożywczy zawiera co najmniej 5% fruktozy w suchej masie nazywany jest glukozowo-fruktozowym.
W wyniku przemysłowej hydrolizy skrobi otrzymuje się tzw. syropy cukiernicze (syropy skrobiowe).
Względna słodkość (ang. Relative Sweetness RS) glukozy względem sacharozy 100% wynosi ok. 70%.

## Historia
- 1811 – rosyjski chemik Gottlieb Kirchhoff(inne języki) ogrzewając skrobię z dodatkiem kwasu siarkowego otrzymał ciało stałe: słodkie, w kolorze bursztynu. Ten nowy cukier nazwano glukozą[4]
- 1848 – na Węgrzech powstają pierwsze wytwórnie glukozy. Mniej więcej w tym okresie zostaje opracowany sposób pozwalający otrzymać glukozę w postaci syropu[4]
- 1924 – Amerykanin W. B. Newkirk otrzymuje czystą glukozę w postaci krystalicznej, czyli dekstrozę, cukier gronowy[4]

## Skład
glukoza (94–98%), maltoza (1–3%), maltotrioza (maltodekstryna) (0,3–0,5%) i do 2% wyższych polisacharydów, woda.

## Otrzymywanie
Syrop glukozowy produkowany jest głównie ze skrobi zbóż (pszennej, kukurydzianej), ziemniaczanej oraz innych roślin metodą enzymatyczną. Do klasyfikacji syropów glukozowych wykorzystuje się tzw. równoważnik glukozowy DE, informujący o zawartości cukrów redukujących w roztworze. Im proces hydrolizy jest bardziej zaawansowany, tym stężenie cukrów redukujących, a więc i DE, jest wyższe. Odpowiednio dobierając parametry hydrolizy skrobi takie jak: temperatura, czas i stężenie kwasu można otrzymać różne rodzaje syropów. W zależności od stopnia hydrolizy można otrzymać syropy: niskoscukrzone, normalne, średnioscukrzone, wysokoscukrzone.
- syrop cukierkowy – nisko scukrzony
- syrop chałwowy – bardzo scukrzony, bezbarwny
- syrop konfiturowy – bardzo scukrzony, zabarwienie jasnożółte
- syrop glukozowy – bardzo scukrzony, bezbarwny

### Hydroliza kwasowa skrobi
Początkowo na przełomie XIX i XX wieku syropy skrobiowe były wytwarzane metodą kwaśnej hydrolizy skrobi przebiegającej z zastosowaniem kwasów nieorganicznych w wysokiej temperaturze i pod wysokim ciśnieniem. Gotowy produkt miał DE ok. 42. Jakość depolimeryzacji w tej metodzie była zmienna ze względu na trudności w kontrolowaniu reakcji. Syropy o wyższej DE wytwarzane metodą kwaśnej hydrolizy miały zazwyczaj gorzki smak i ciemny kolor ze względu na obecność produktów ubocznych m.in. 5-hydroksymetylofurfurolu. Od czasu odkrycia enzymów amfolitycznych i opracowaniu sposobów ich pozyskania stosuje się metodę mieszaną z wykorzystaniem hydrolizy enzymatycznej.

### Hydroliza enzymatyczna skrobi
Od końca XX w. stosuje się niemal wyłącznie enzymatyczną hydrolizę skrobi. Ta metoda umożliwia kontrolowanie każdego etapu hydrolizy polimerów skrobi.

## Zastosowanie
Produkty scukrzania skrobi znajdują zastosowanie w przemyśle cukierniczym (m.in. ciasta, ciasteczka, cukierki, żelki, gumy do żucia, sezamki, chałwy, galaretki, masy karmelowe, cukierki twarde, nadziewane, wyroby piankowe, pomady, nadzienia cukiernicze), chłodniczym (lody, mrożone desery), piekarniczym (pieczywo o wydłużonym terminie do spożycia, pieczywo cukiernicze) owocowo-warzywnym (dżemy, marmolady, kompoty, konfitury), spirytusowym (produkcja napojów bezalkoholowych, piwa) oraz farmaceutycznym.